# Pervomaïskoïe (oblast de Léningrad)
Pour les articles homonymes, voir Pervomaïsk.

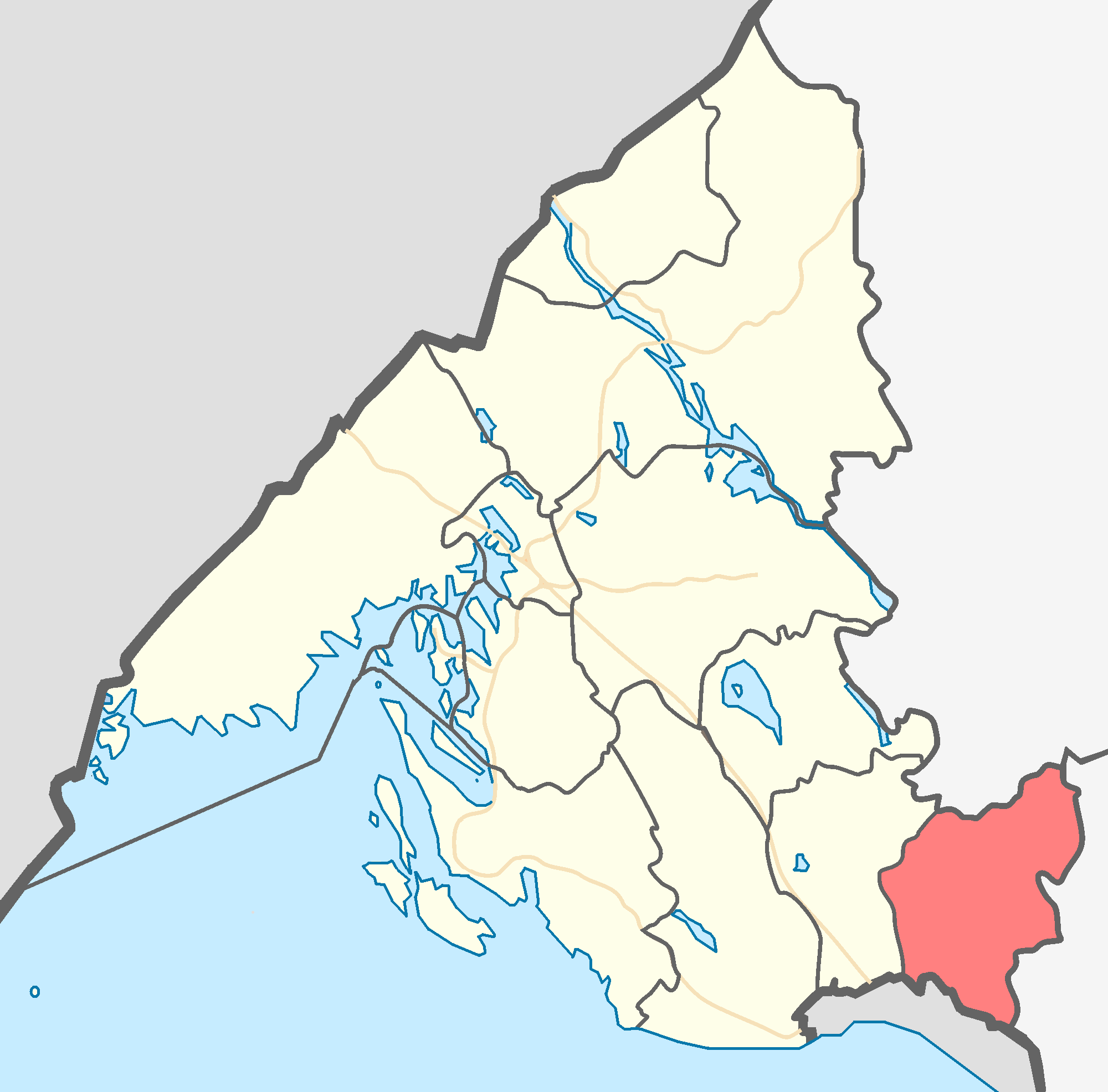
Emplacement de Pervomaïskoïe sur la carte du raïon de Vyborg.

Pervomaïskoïe (russe : Первомайское ; en finnois : Kivennapa) est un gros village suburbain (municipalité de type rural) en Russie, au sein du raïon de Vyborg dans l'oblast de Léningrad. Il se trouve à 60 kilomètres au nord-ouest de Saint-Pétersbourg dans l'isthme de Carélie. Il comptait 4 469 habitants en 2010.

## Géographie
Le village se trouve à l’extrémité sud-ouest du raïon de Vyborg (district), au croisement des autoroutes 41K-181 et 41A-025. La gare de chemin de fer de banlieue la plus proche est celle de Rochtchino à 18 kilomètres au sud-ouest, sur la ligne qui relie Saint-Pétersbourg à Vyborg.

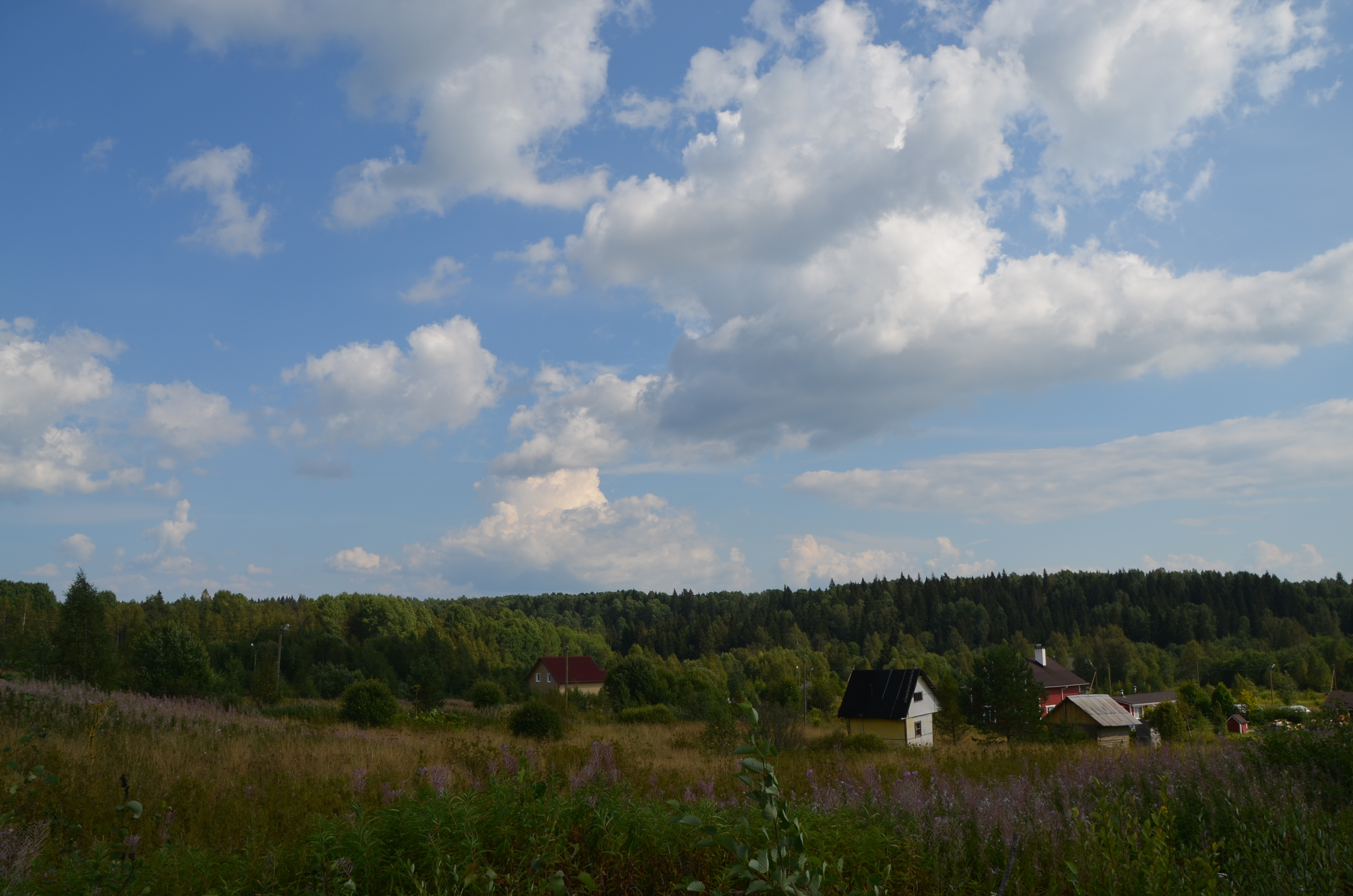
Paysage de Pervomaïskoïe.

## Histoire
Une première paroisse finnoise est signalée à cet emplacement en 1352, sous le nom de Hanttula. La région se trouve alors dans le royaume de Suède. En 1452, les Suédois construisent à proximité une forteresse sous le nom de Kivinebb qui va donner son nom au village et sa nouvelle église est dédiée à saint Olaf. Celui-ci passe plus tard à la réforme luthériennne. La forteresse est détruite en 1556 par les troupes du boyard Ivan Cheremetiev (proche d'Ivan le Terrible, mort en 1577) et du prince Dmitri Paletski (mort en 1561), puis une nouvelle église est construite. Pendant le premier siège de Vyborg par les troupes de Pierre le Grand en octobre-novembre 1706, les appareils défensifs suédois des environs sont détruits. De 1719 à 1744, le village fait partie de la province de Vyborg du gouvernement de Saint-Pétersbourg, au sein de l'Empire russe, puis de 1744 à 1918 du gouvernement de Vyborg, toujours en Russie. Une nouvelle église luthérienne est construite en 1726 remplaçant la précédente ; elle est reconstruite en 1756. Elle est démolie au début du XIXe siècle et la dernière est terminée en 1812. La première école paroissiale luthérienne du village date de 1874. 
De 1918 à 1939, le village passe à la nouvelle Finlande indépendante sous le nom de Kivennapa. Jusqu'en 1939, le village abritait environ quatre-vingt-dix familles qui sont évacuées, lorsque les troupes soviétiques y font irruption le 1er décembre 1939 dans le cadre de la guerre d'Hiver : le village est incendié. La Finlande, alliée de l’Allemagne nazie en juin 1941, reprend le village lorsque l’Allemagne attaque l’Union soviétique ce mois de juin 1941. En juin 1944, les Soviétiques reviennent : la 63e division de fusiliers de la Garde de l'Armée rouge chasse l'armée finlandaise du village, qui est alors totalement détruit. Après la guerre, le nouveau village de Pervomaïskoïe — qui prend ce nom en 1948 — est alors construit sur l’ancien emplacement de Kivennapa, puis des paysans majoritairement russes, venant d'autres régions, s'y installent. En 1961, le village dépend administrativement du raïon de Rochtchino et comprend 318 habitants. En février 1963, il est transféré au raïon de Vyborg.

## Économie
En 1972, une usine de production de volaille, sous le nom du « Cinquantenaire de l'URSS », s'installe à Pervomaïskoïe. En 1990, le bourg abrite 3 467 habitants. C'est alors le centre administratif du conseil rural de Pervomaïskoïe qui comprend dix localités : les hameaux de Gorki, Kirovskoïé (avant 1948, Vuottaa), Krasnoznamenka (avant 1948, Riihisyrjä) aujourd'hui abandonné et Ogonki (avant 1948,  Lintula), le village d'Olychaniki (avant 1948,  Ahijärvi, avec 334 habitants en 2010), le hameau d'Ozerki (avant 1948, Patrikki), le gros village de Pervomaïskoïe (4 469 habitants en 2010), le village de Rechetnikovo (564 habitants en 2010), les hameaux de Tchaïka et de Tcherniaïevskoïé, l'ensemble comprenant 4 770 habitants en 1990. En 2007, Pervomaïskoïe (en dehors des villages rattachés) comprend 4 688 habitants, à plus de 90 % de nationalité russe.

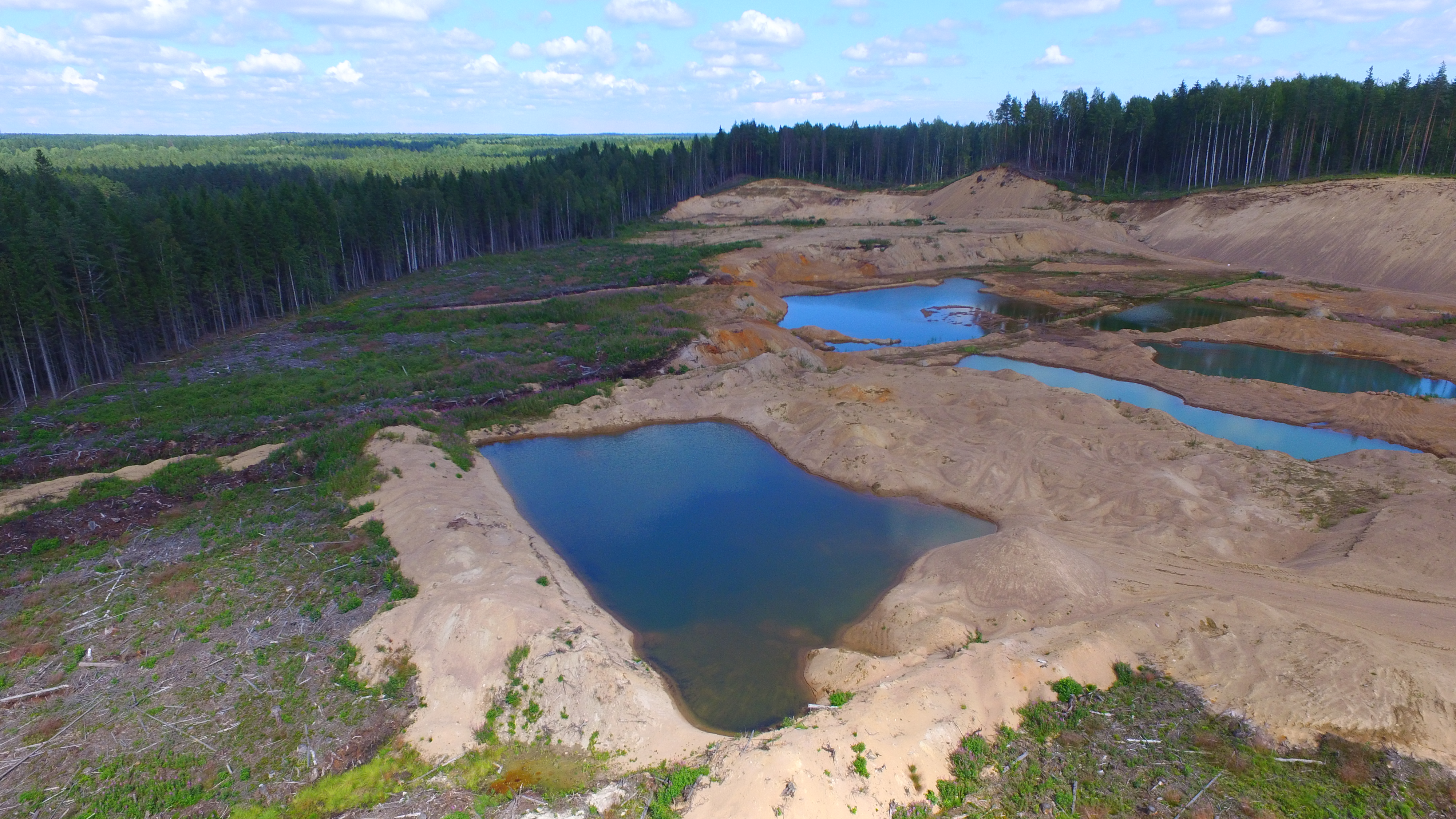
Paysage des environs de Pervomaïskoïe.

## Villages
La municipalité rurale de Pervomaïskoïe comprend en 2017 les dix localités citées dans la section « Économie » ci-contre, avec en plus : Ilitchiovo (avant 1948, Jalkala) de 1 114 habitants en 2010 ;  Léninskoïé (Haapala) de 1 764 habitants ; Maïnilo (Mainila) de 9 habitants ; Podgornoïé (Seppälä) de 277 habitants} ; Simaguino de 11 habitants. L'ensemble compte 9 485 habitants en 2017.

## Culte

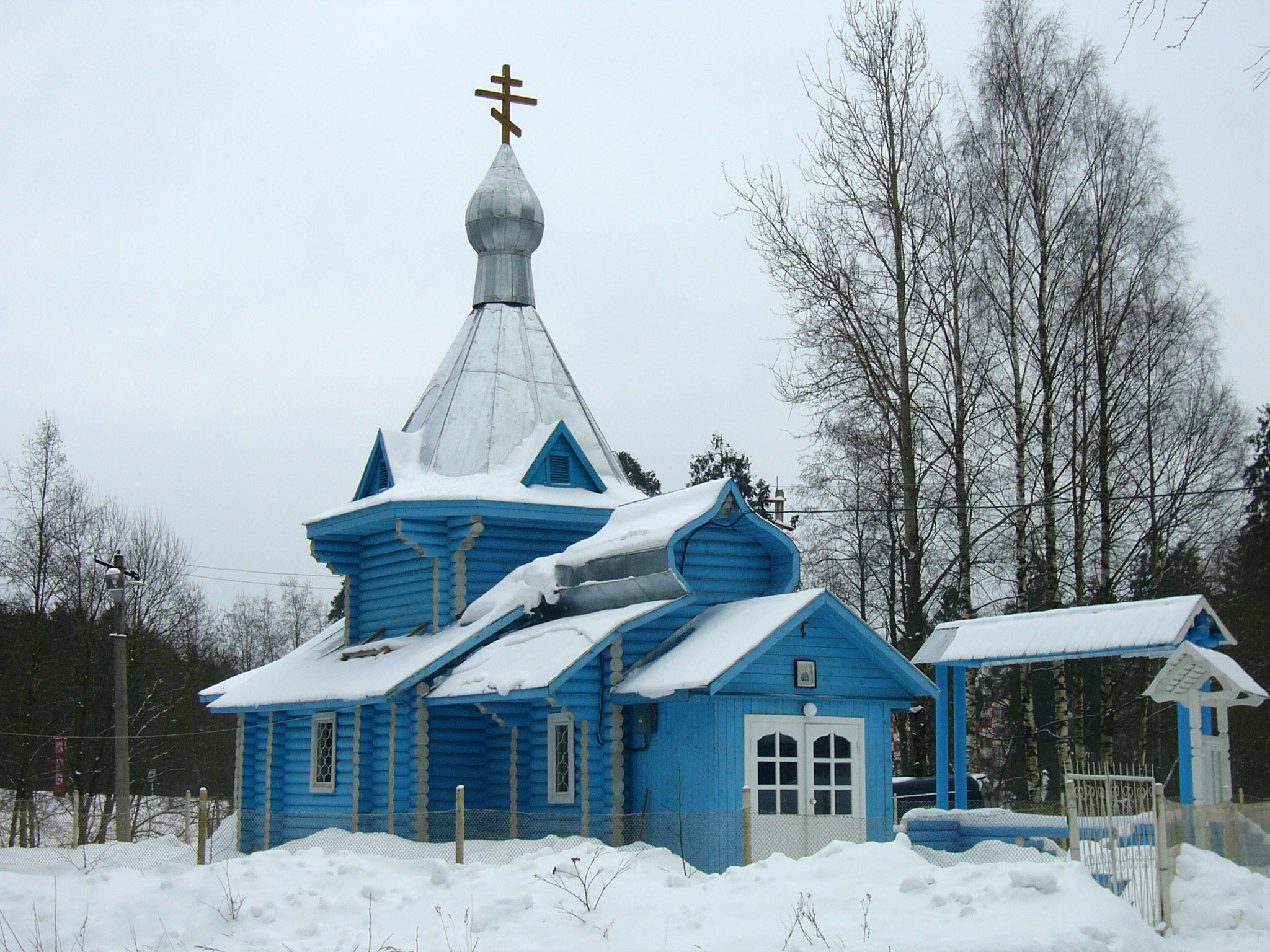
Vue de l'église Saint-Pantéléimon de Pervomaïskoïe.

- Église orthodoxe russe Saint-Pantéléimon, construite en 2001.